# Rhamphomyia similata
Rhamphomyia similata är en tvåvingeart som beskrevs av Malloch 1919. Rhamphomyia similata ingår i släktet Rhamphomyia och familjen dansflugor.
Artens utbredningsområde är Northwest Territories, Kanada. Inga underarter finns listade i Catalogue of Life.